# هانس جاكوب هورست
هانس جاكوب هورست (بالنرويجية البوكمول: Hans Jacob Horst)‏ هو سياسي نرويجي، ولد في 7 نوفمبر 1848 في هامرفست في النرويج، وتوفي في 1931 في أوسلو في النرويج. حزبياً، نشط في الحزب الليبرالي. وقد انتخب mayor of Tromsø ‏ وانتخب عضو برلمان النرويج ‏.